# NGC 500
NGC 500 é uma galáxia elíptica (E-S0) localizada na direcção da constelação de Pisces. Possui uma declinação de +05° 23' 16" e uma ascensão recta de 1 horas, 22 minutos e 39,3 segundos.
A galáxia NGC 500 foi descoberta em 6 de Dezembro de 1850 por William Parsons.